# Adilcevaz
Adilcevaz là một huyện thuộc tỉnh Bitlis, Thổ Nhĩ Kỳ. Huyện có diện tích 819 km² và dân số thời điểm năm 2007 là 40464 người, mật độ 49 người/km².